# 平川良浩
平川 良浩（ひらかわ よしひろ、1961年12月16日 - ）は、日本の実業家。京阪電気鉄道代表取締役社長。神奈川県出身。

## 来歴
東山高等学校を経て、1986年に早稲田大学理工学部を卒業、同年に京阪電気鉄道株式会社（現・京阪ホールディングス株式会社）に入社。

入社後は、地下鉄や高架化工事等の鉄道インフラ整備、駅改良並びに周辺開発に従事。特に駅周辺開発では、地元、行政、政治家など関係者との調整を担った。1994年、京都大学大学院工学研究科修了。

同社安全推進部長、工務部長などを経て、2015年6月、同社執行役員。
その後、2017年6月に同社常務取締役、2019年6月に同社専務取締役にそれぞれ就任し、2021年6月より現職。